# Четвърто основно училище „Димчо Дебелянов“
Четвърто основно училище „Димчо Дебелянов“ в Благоевград, България е с дългогодишна история, опит и традиции в обучението на ученици от първи до осми клас.

## Адрес
- Благоевград 2700
- ул. Осогово 9
- електронна поща: chetvurto@abv.bg, school@chetvurtoblg.com
- Уеб сайт

## История
- 1897 г. – основаване като начално училище.
- 1913 г. – построяване на първата самостоятелна сграда.
- 1936 г. – училището приема за свой патрон Димчо Дебелянов.
- 1961 г. – построяване на нова двуетажна сграда и трансформиране в основно училище.
- 1978 г. – разширяване на сградата с трети етаж и допълнителни крила.
- 1988 г. – построен паметник на Димчо Дебелянов в двора на училището.
- 2011 г. – построена многофункционална спортна площадка.

## Материална база
Училището се помещава в триетажна сграда. Разполага с 22 класни стаи, оборудвани с екологични бели дъски, компютърни кабинети, кабинет по биология, театрално студио, игротеки, добре оборудван физкултурен салон, богата библиотека. Подменена е дограмата, сградата е санирана, има нова парна инсталация, видео наблюдение, училищно радио. Дворът е благоустроен, изградена е многофункционална спортна площадка.